# Орбіта (кінотеатр, Київ)
Кінотеатр «Орбіта» — колишній кінотеатр в Києві, перший київський стереокінотеатр.

## Історія

### Кінотеатр при СРСР

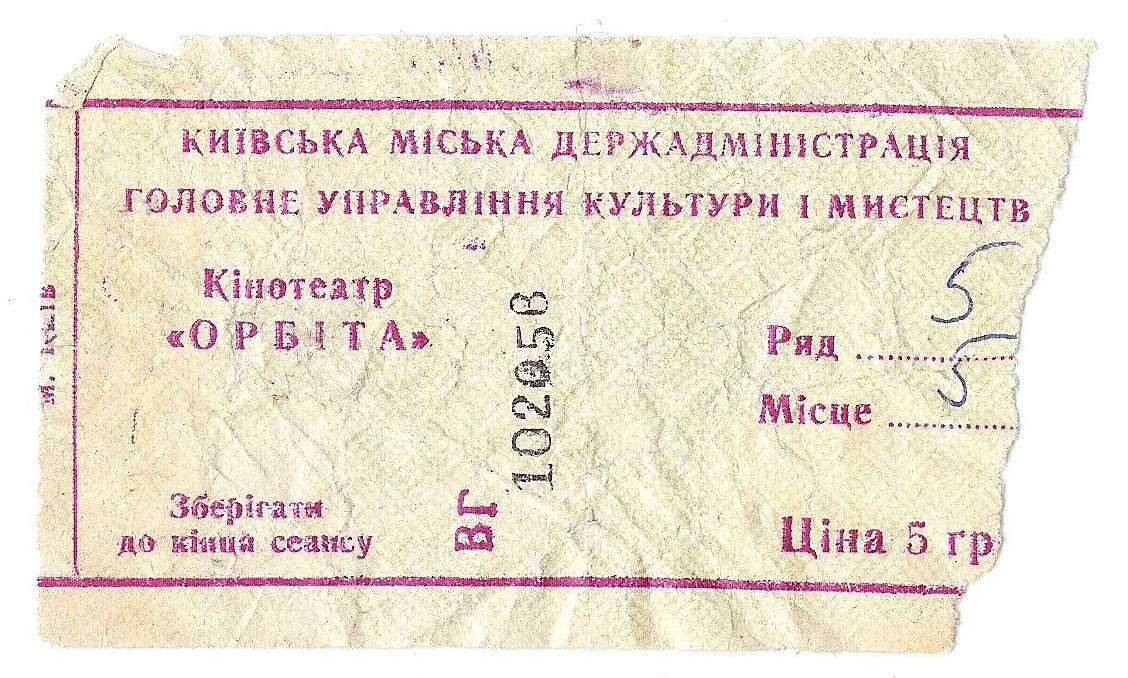
Квиток

Кінотеатр був відкритий в 1954 році під назвою «Стереокіно» в новозбудованому будинку № 29 при післявоєнній відбудові Хрещатика. Дивитися фільми в ньому можна було без окулярів, завдяки використанню вертикальної стереопари за системою «Стерео-35».
Надалі кінотеатр був переобладнаний для показу стереофільмів з поляризаційним поділом зображень, при якому глядач одягає спеціальні окуляри.
Наприкінці 1960-х після відкриття в Києві нового стерео кінотеатру «Дніпро» в Піонерському парку, кінозал «Стереокіно» на Хрещатику був перейменований в «Орбіту».

### Кінотеатр в наші дні
У 1996 році «Орбіта» була взята в довгострокову оренду, а в 2007 кінотеатр був приватизований рішенням сесії Київради. У 2007 році кінотеатр призупинив роботу на ремонт для заміни крісел, але через економічну кризу після дворічного простою в травні 2009 року було оголошено про закриття. 10 вересня 2012 року в оновлених залах колишньої «Орбіти» відкрився кондитерський магазин Roshen.